# Plana de Mornag
La plana de Mornag és la terra plana que està situada al sud-est de la ciutat de Tunis, a la governació de Ben Arous, i que arriba fins a les muntanyes del Cap Bon. La ciutat de Mornag que li dona nom es troba al mig de la plana, entre dues muntanyes, el Djebel Bou Karnine (al nord) i el Djebel Ressas (805 metres, al sud), i hi passa l'autopista que de Tunis es dirigeix cap a Hammamet i després cap a Sussa. Enllaça pel sud-oest amb la plana de Fahs. A poc més de 10 km de la costa el clima és totalment mediterrani amb temperatures suaus, amb pluges intenses a la primavera i tardor, i sequera a l'estiu. El oueds o rierols generalment baixen secs a l'estiu però porten aigua a la tardor. La seva altura és variable però no sobrepassa els 60 metres; l'altura a la ciutat de Mornag és de 33 metres. La plana té una posició triangular amb les muntanyes al nord (nord-est) i les del sud (sud-est) i entre ambdues el vèrtex; la base estaria orientada a la part dels suburbis de Tunis. Aquest triangle mesuraria uns 15 km per cada costat.